# Get It On (T. Rex)
Get It On è un brano musicale del gruppo glam rock britannico T. Rex, inserito nell'album del 1971 Electric Warrior e pubblicato come singolo nello stesso anno. Negli Stati Uniti la canzone venne rinominata Bang a Gong (Get It On) per non confonderla con la canzone Get it On del gruppo Chase.

## Storia
Marc Bolan affermò di avere scritto Get It On ispirato dal suo desiderio di registrare Little Queenie di Chuck Berry, aggiungendo che il riff venne preso da quella canzone. La pubblicazione del singolo sancì la fine dell'amicizia tra Bolan e John Peel, a causa della mancanza di entusiasmo da parte di questi durante la messa in onda in radio della canzone; i due in seguito si parlarono una sola volta prima della morte di Bolan, avvenuta nel 1977.
Il brano è stato registrato presso i Trident Studios di Londra ed il glissando al pianoforte venne eseguito da Rick Wakeman. Wakeman in quel momento si trovava in difficoltà e, dopo avere incontrato Bolan in Oxford Street, questi gli offrì di partecipare alla registrazione; Wakeman disse al produttore Tony Visconti che la canzone non aveva bisogno di un pianista ed egli rispose che si sarebbe potuto aggiungere un glissando. Wakeman ricevette un compenso di 9 sterline per la sua prestazione. Il piano a coda venne suonato da Blue Weaver ed il sassofono da Ian McDonald dei King Crimson.
Get It On raggiunse la 1ª posizione della Official Singles Chart. Fu il brano di Bolan e dei T.Rex ad avere maggiore successo negli Stati Uniti, dove raggiunse la 10ª posizione nella classifica dei singoli.

## Formazione
- Marc Bolan - chitarra e voce
- Steve Currie - basso elettrico
- Mickey Finn - congas
- Bill Legend - batteria
- Rick Wakeman - pianoforte
- Blue Weaver - piano a coda
- Ian McDonald - sassofono

## Tracce

### Lato A
1. Get It On - 4:25

### Lato B
1. There Was a Time - 1:00
2. Raw Ramp - 4:16

## Versione dei Power Station
Get It On venne inserita come cover dal gruppo The Power Station nel loro album di debutto The Power Station del 1985. Questa versione, titolata Get It On (Bang a Gong), fu il secondo singolo ricavato dall'album dopo Some Like It Hot e negli Stati Uniti raggiunse la 9ª posizione della Billboard Hot 100. Nel video tratto dalla canzone compare la cantante britannica Sara Carlson.
Il 13 luglio 1985 i Power Station parteciparono al concerto Live Aid, suonando a Philadelphia, ed eseguirono la canzone con, alla voce, il cantante britannico Michael Des Barres.

## Formazione
- Robert Palmer - voce
- John Taylor - basso elettrico
- Andy Taylor - chitarra
- Tony Thompson - batteria

## Tracce

### Lato A
1. Get It On - 3:43

### Lato B
1. Go to Zero - 4:57

## Il brano nel cinema
- Billy Elliot, diretto da Stephen Daldry (2000)
- Jarhead (Jarhead), diretto da Sam Mendes (2005)
- Top Gun: Maverick, diretto da Joseph Kosinski (2022)
- G.i.JOE la nascita dei Cobra (2009).
- Longlegs, diretto da Oz Perkins (2024)